# Ocupación del Ruhr
La ocupación del Ruhr entre el 11 de enero de 1923 y el 25 de agosto de 1925 por tropas francesas y belgas fue la respuesta al fracaso de la República de Weimar presidida por Friedrich Ebert en su obligación de asumir las indemnizaciones económicas a los aliados tras la derrota del Imperio alemán en la Primera Guerra Mundial. 

## Antecedentes

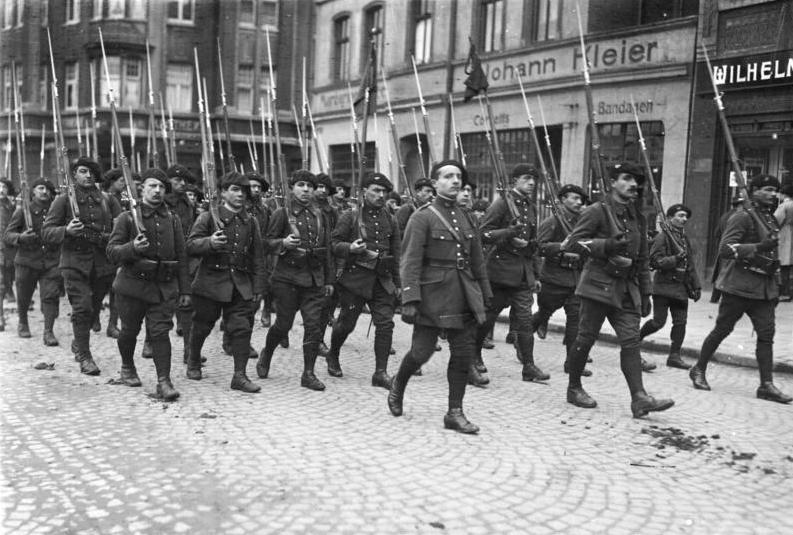
Tropas francesas en Buer, suburbio de Gelsenkirchen.

Tras frustrarse los intentos británicos y estadounidenses de establecer unas garantías mayores de seguridad con respecto a Alemania al concluir la Primera Guerra Mundial, Francia trató de inclinar la balanza económica más a su favor, exigiendo que Alemania pagara unas indemnizaciones más cuantiosas, algo que en un primer momento apoyó el Reino Unido, reconsiderándolo posteriormente. John Maynard Keynes, un importante economista en el periodo que siguió a la Primera Guerra Mundial, sugirió que si Alemania iba a ser "lisiada", el Reino Unido, su segundo mayor socio comercial, sufriría las consecuencias. Así, los británicos propusieron que Alemania pagara un número superior de cuotas de cantidades menores a los 33.000 millones de dólares adeudados.

## Invasión

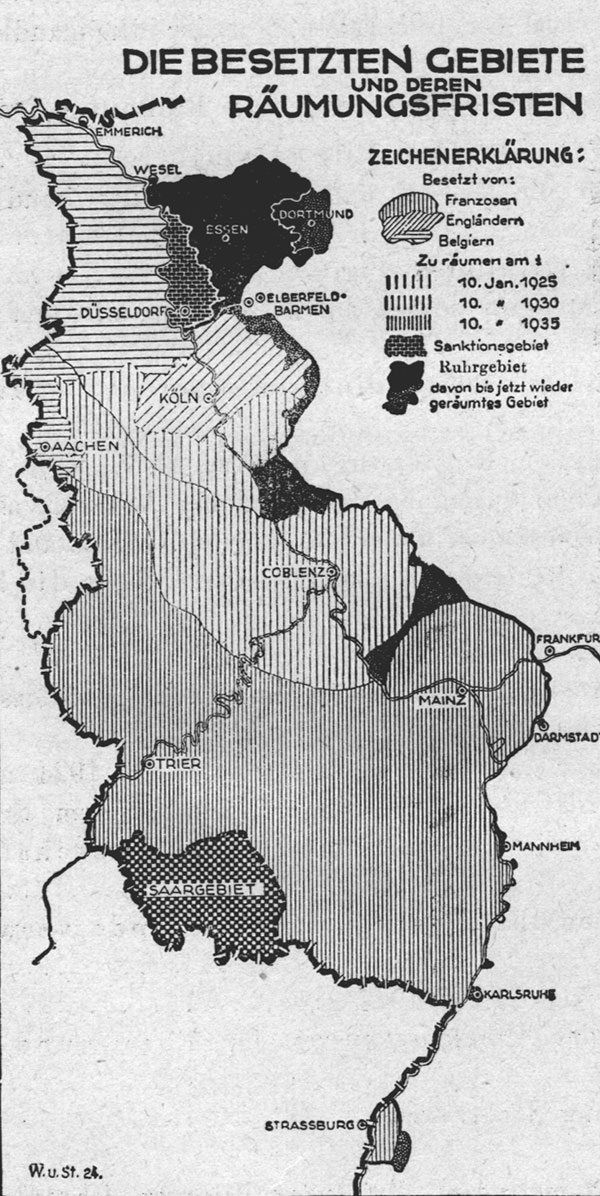
Zonas ocupadas a finales de 1923:
Punteado oscuro: El Sarre, administrado por Francia por encargo de la Sociedad de Naciones.
Sombreado vertical: Francia
Sombreado horizontal: Bélgica
Sombreado diagonal: Reino Unido
Oscurecido: La Cuenca del Ruhr, ocupada por Francia y Bélgica

Iniciada por el primer ministro francés Raymond Poincaré, la invasión tuvo lugar el 11 de enero de 1923 con el objetivo de ocupar el centro alemán de producción de carbón, hierro y acero situado en la Región del Ruhr. Así, Francia esperaba obtener el dinero que la República de Weimar le adeudaba. Cabe señalar que Francia era rica en hierro mientras que Alemania lo era en carbón. Cada país deseaba obtener libre acceso a aquellos recursos de los que carecía, teniendo en cuenta además que estas dos materias primas tenían más valor en conjunto que por separado. Este problema se resolvió décadas más tarde con la Comunidad Europea del Carbón y del Acero.

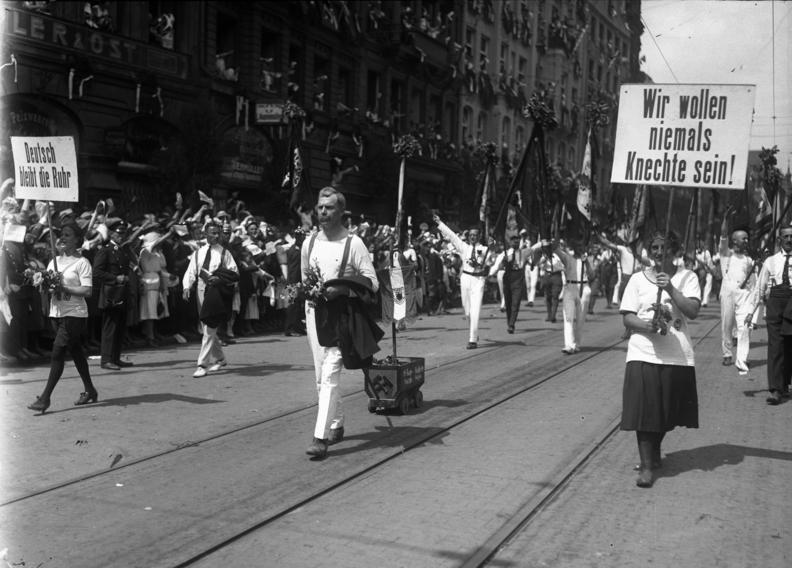
Protestas en Múnich por la ocupación francesa.

La ocupación fue recibida con una campaña de resistencia no violenta (incluida la huelga general que llevó a la llegada de obreros franceses para sustituir a los alemanes) y con algunos incidentes de sabotaje, que posteriormente los nazis exageraron, creando un mito generalizado de la resistencia armada. En principio la República de Weimar apoyó a los huelguistas pagando sus sueldos pero en vista del colapso económico, con una enorme tasa de desempleo y una hiperinflación, las huelgas fueron canceladas en septiembre de 1923 por el nuevo gobierno de coalición formado por Gustav Stresemann, que fue seguido por la declaración del estado de emergencia. Tras el fin de la huelga el gobierno alemán firma los tratados de Locarno y el plan Dawes para asegurar las reparaciones lo que retrasará el auge del nazismo hasta la gran depresión. A pesar de ello, el malestar social creció en forma de disturbios y se produjeron intentos golpistas contra la República de Weimar, incluyendo el fallido Putsch de Múnich de Adolf Hitler.
En octubre de 1923 se proclamó la República Renana en Aquisgrán. Internacionalmente, la ocupación provocó un aumento de la simpatía hacia Alemania, aunque la Sociedad de Naciones no tomó medida alguna, ya que la ocupación era legal de acuerdo a lo firmado en el Tratado de Versalles. Los franceses, con problemas económicos propios, aceptaron finalmente el Plan Dawes y se retiraron de las zonas ocupadas en julio y agosto de 1925. Los últimos soldados franceses evacuaron Düsseldorf, Duisburgo y el importante puerto de Duisburgo-Ruhrort el 25 de agosto de 1925, poniendo fin así a la ocupación.